# Cienfuegos
Pour les articles homonymes, voir Cienfuegos (homonymie).
Cienfuegos est une ville portuaire et municipalité de Cuba, capitale de la province de Cienfuegos, sur la côte sud du pays.
Elle gagne dès l'époque coloniale le surnom de « Perle du Sud ». Le centre historique, bien préservé, a été inscrit en 2005 sur la liste du patrimoine mondial.

## Géographie

### Situation
Cienfuegos est à l'ouest du centre de l'île de Cuba, à la pointe sud de la province de Villa Clara, à 233 km est-sud-est de La Havane. Elle est située au fond de la baie de Cienfuegos (en), sur la mer des Caraïbes.

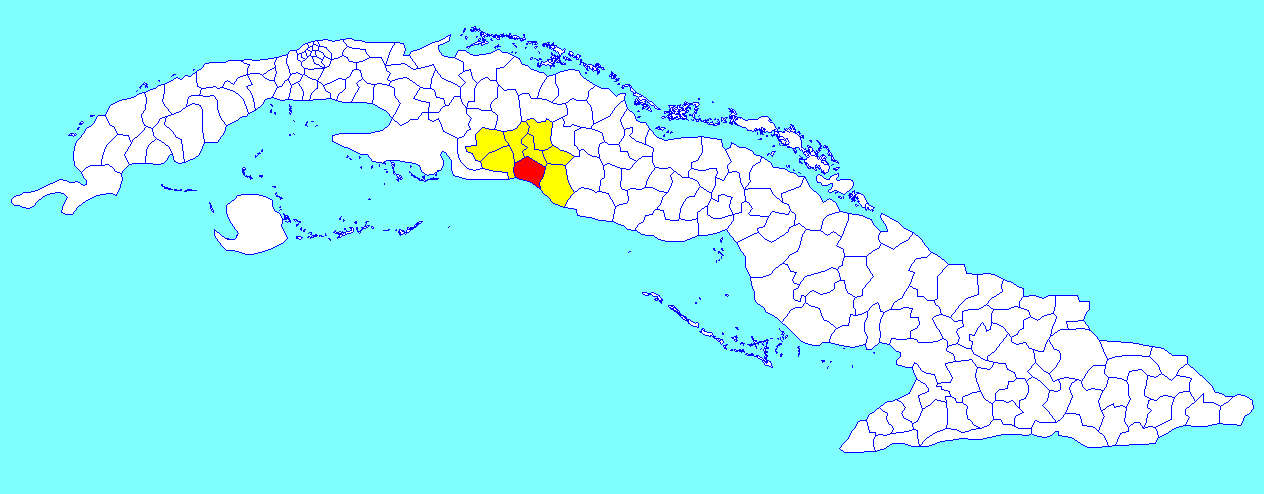
Municipalité de Cienfuegos dans la province de Cienfuegos

### Divisions administratives
La municipalité comprend 19 consejos populares :
- Reina
- Centro Histórico
- Pastorita
- Junco Sur
- La Juanita
- Juanita II
- Pueblo Griffo
- Caonao
- La Gloria
- Tulipán
- La Barrera
- Buenavista
- San Lázaro
- Paraíso
- Rancho Luna
- Punta Gorda
- Guaos
- Pepito Tey
- Castillo CEN

### Transports
Cienfuegos possède un aéroport : l'aéroport Jaime González (en) (code AIAT : CFG).

## Population
En 2022 la population de la municipalité est estimée à 178 368 habitants. Pour une surface de 355,6 km2, la densité est de 501,6 habitants/km².

## Histoire

### Colonisation espagnole
Lorsqu'en 1494, Christophe Colomb découvre le golfe de Cienfuegos, il est habité par les Indiens Jagua. Les premiers colons créent Trinidad non loin, sans s'intéresser à cette baie pourtant bien protégée. En 1745, les Espagnols établissent une forteresse dans la baie pour se défendre des pirates.
La colonie espagnole de Cuba, dirigée alors par une minorité blanche, repose sur une économie esclavagiste. La révolte des captifs dans la colonie voisine de Saint-Domingue, incite la Couronne espagnole à faire augmenter la population blanche sur l'île. Surtout, à partir de 1807 la Grande-Bretagne abolit la traite des esclaves dans l'Empire britannique, ce que l'Espagne finit par faire en 1817. Le besoin de main-d'œuvre est évident, notamment pour la production sucrière devenue la principale ressource de l'île. La baie de Jagua, sur la côte sud de Cuba, occupe une place privilégiée pour la construction d'une cité portuaire destinée à ce commerce.
L'île ne se pliera à la décision de la couronne espagnole qu'en 1867.

### Fondation de la ville par des immigrés français
La ville est fondée avec une quarantaine d'immigrés français de Bordeaux et de Louisiane, dirigés par Louis de Clouet, colonel puis général dans l'armée espagnole, le 22 avril 1819. Le nom original de la ville était la Colonia de Fernandina de Jagua, en l'honneur du roi d'Espagne Ferdinand VII . La ville sera ensuite nommée Cienfuegos, nom du gouverneur général cubain de l'époque, José Cienfuegos, à l'occasion du dixième anniversaire de sa fondation et surtout de sa reconstruction qui suit la tempête de 1825.
En 1822, 789 habitants sont recensés. En 1833, la ville compte 2 719 habitants dont 1 896 sont blancs, 290 de couleur et 533 esclaves.
Comme ville du XIXe siècle, Cienfuegos a la particularité d'être en plan rectiligne, avec des places vastes et de larges avenues, ainsi qu'une architecture harmonieuse qui lui a valut son surnom de Perle du Sud. La place d'Armes (aujourd'hui Parque José Marti) fut construite en 1839. Dans les années qui suivent, la cathédrale, la mairie et le Théâtre Terry s'ajoutent aux premiers bâtiments.
Important centre de négoce de la canne à sucre, du tabac et du café, elle devient dans les années 1860, la troisième ville de Cuba pour la richesse économique.

## Ville célébrée par l'Unesco
Après la vieille ville de La Havane et de Trinidad, Cienfuegos est en 2005 la troisième ville cubaine à avoir été inscrite au patrimoine mondial par l'UNESCO — du moins son centre historique, la ville étant bordée de nombreuses industries. Cette ancienne ville marchande doit ce choix à son architecture coloniale du XIXe siècle. « Cienfuegos est le premier et l'un des plus remarquables exemples d'ensemble architectural traduisant les nouvelles notions de modernité, d'hygiène et d'ordre en matière d'urbanisme tel qu'il s'est développé en Amérique latine à partir du XIXe siècle. », souligne le comité. De plus, c'est le Français Louis de Clouet qui l'a fondée, en lui conférant un air propre de la France du XIXe siècle que chacune de ses constructions possède aujourd'hui.

## Culture locale et patrimoine

### Événements
Chaque année, au mois de septembre, a lieu le festival international de musique de Benny Moré. De même, le Carnaval de Cienfuegos se déroule chaque année.

### Le jardin botanique Soledad
Situé à 14 km du centre-ville, le Jardín Botánico Soledad, avec ses 97 hectares, est la plus ancienne institution de son genre sur l'île. Fondé en 1901 par Edwin F. Atkins et son épouse qui avaient créé un centre de recherche destiné à l'amélioration de la canne à sucre. Les Atkins, passionnés par la collecte de plantes diverses, commencèrent bientôt un jardin tropical avec des espèces rares dans l'arrière-cour de leur domaine, cultivant des plantes provenant de régions aussi lointaines que l'Inde ou la Chine.
Le jardin botanique possède une grande collection de plantes exotiques tropicales (plus de deux mille espèces) regroupées en 670 genres et 125 familles botaniques. Parmi les collections les plus complètes on trouve des orchidées (plus de 400), des palmiers (plus de 230), des ficus (plus de 65) et des bambous (29).

## Jumelages
- Cambridge (États-Unis) depuis 2002

## Personnalités
- Luisa Martínez Casado, actrice de théâtre, née à Cienfuegos en 1860
- Miguel Ángel de la Torre, écrivain, né à Cienfuegos en 1884
- Gina Pellón, peintre, née à Cienfuegos en 1926
- Joel Franz Rosell, auteur, illustrateur et animateur littéraire, né à Cienfuegos en 1954
- Silvio Leonard, athlète spécialiste du sprint, né à Cienfuegos en 1955.

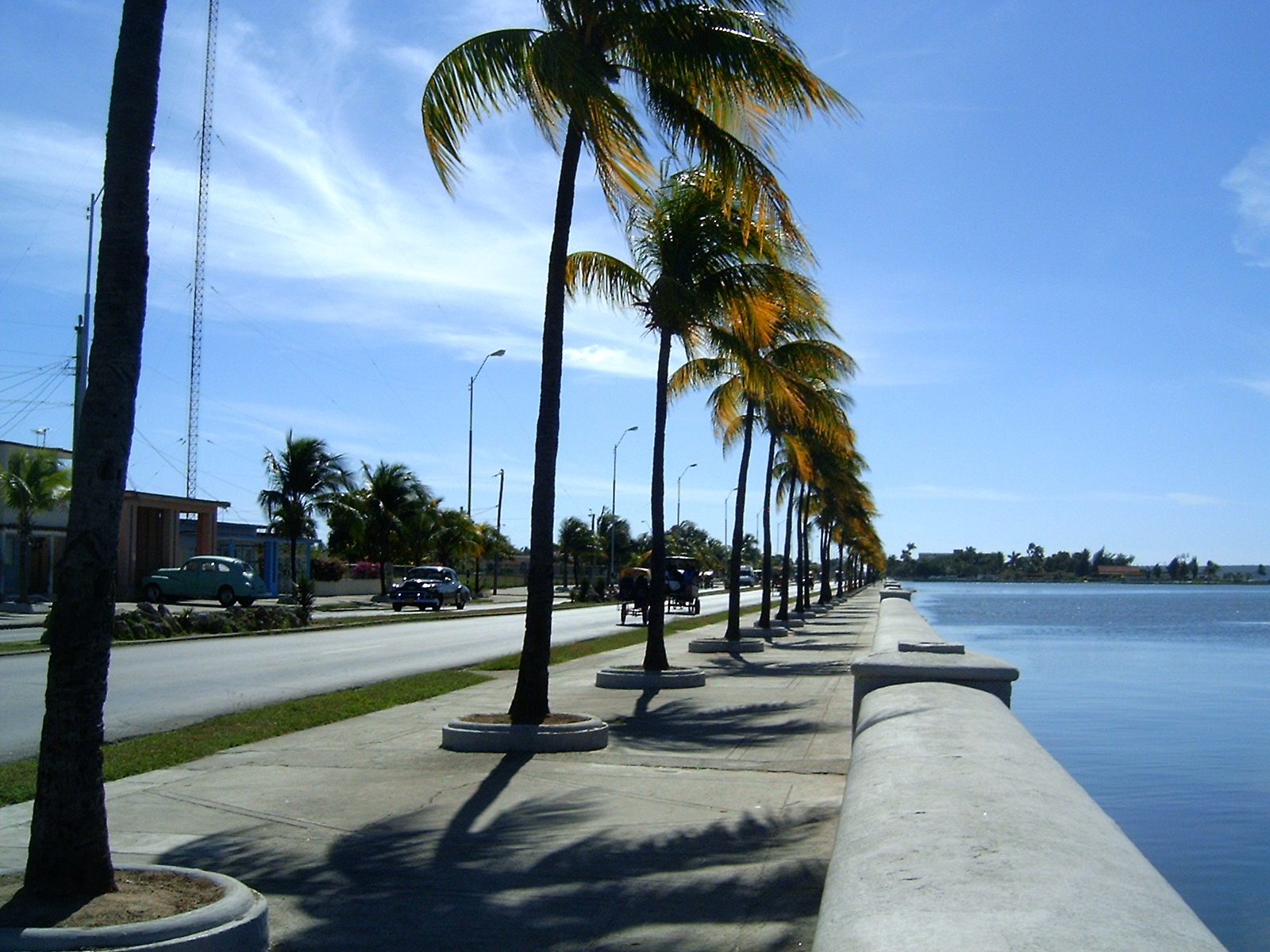
Un front de mer
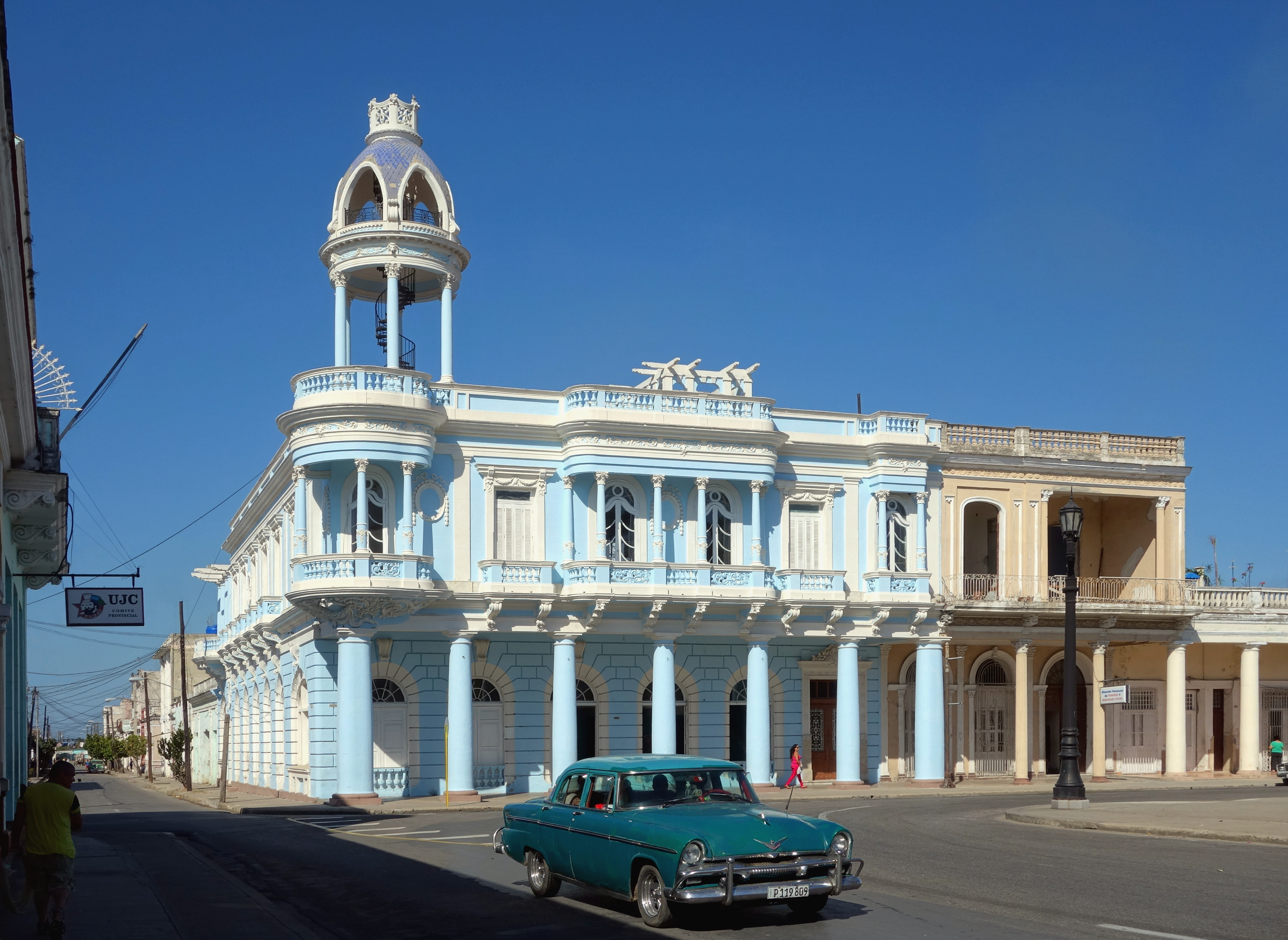
Le palacio Ferrer, musée des arts et maison de la culture
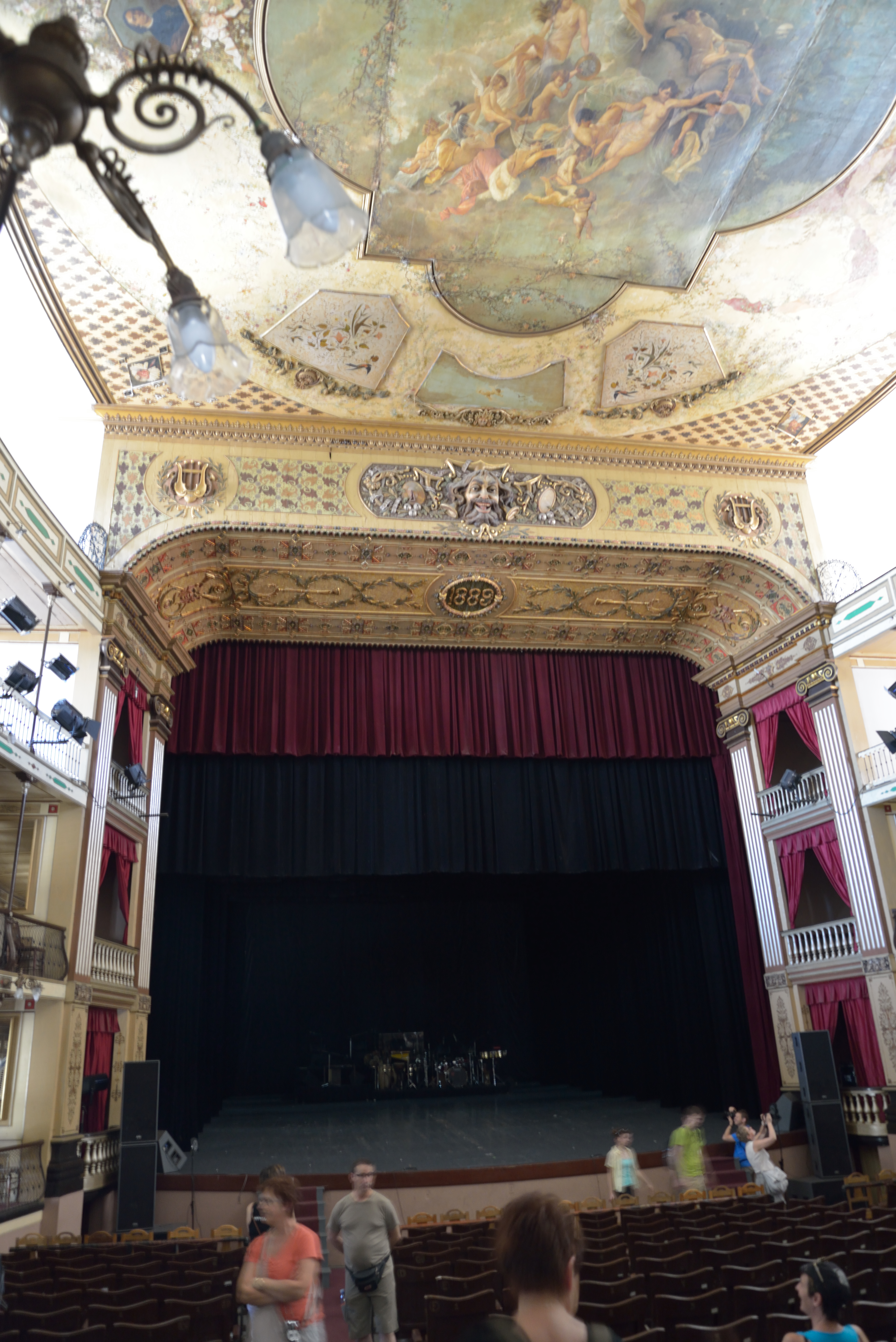
Le théâtre
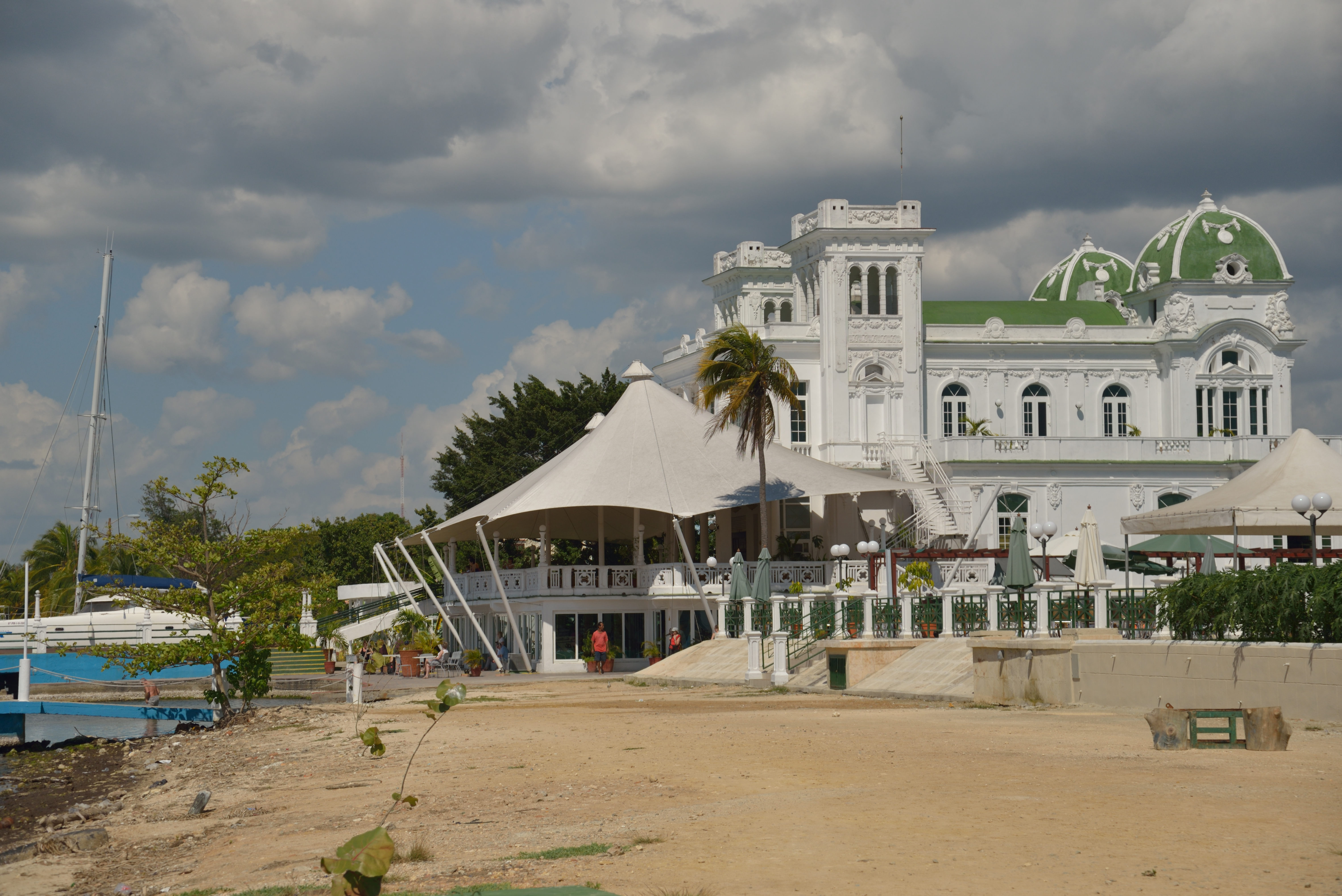
Le club nautique
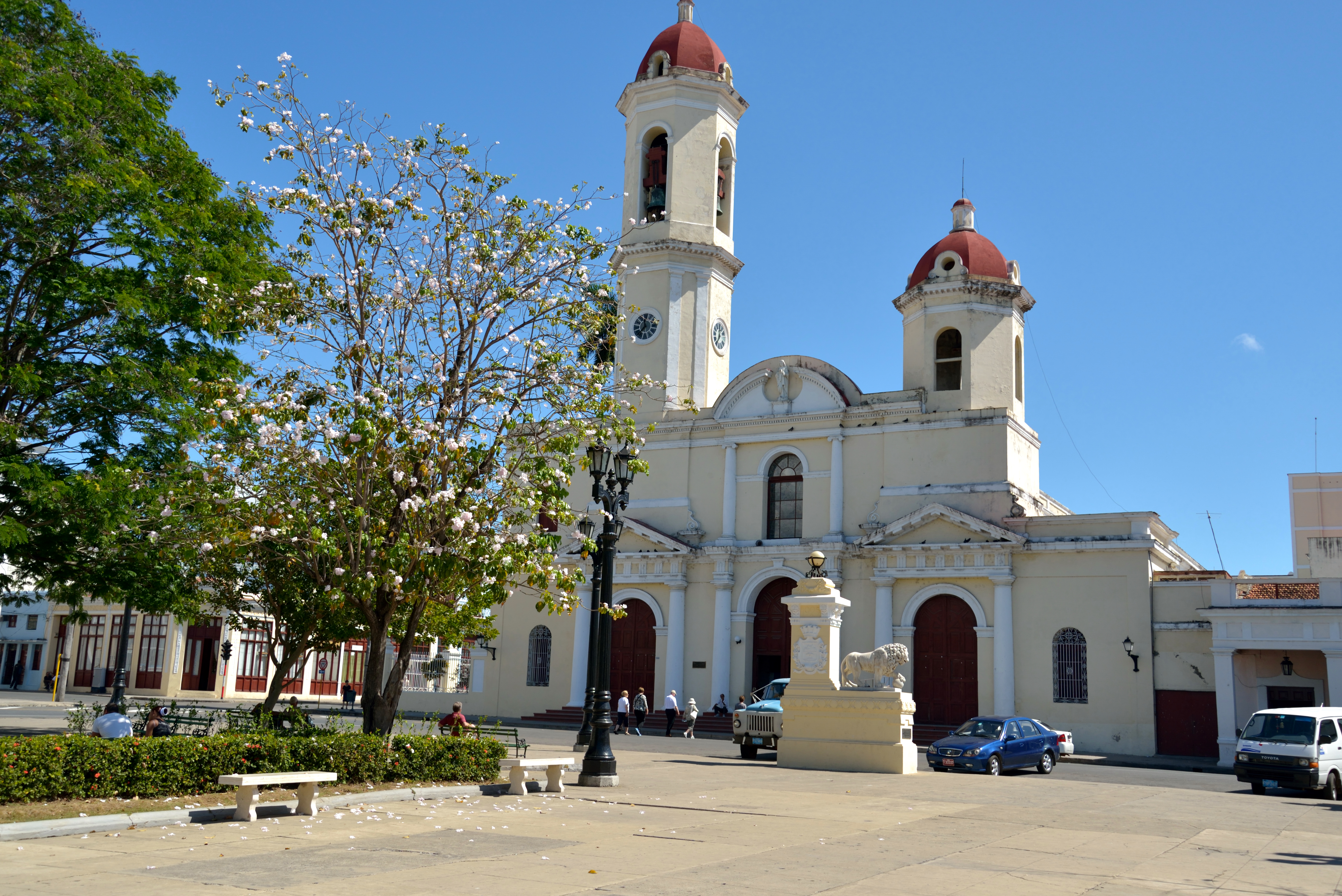
La cathédrale
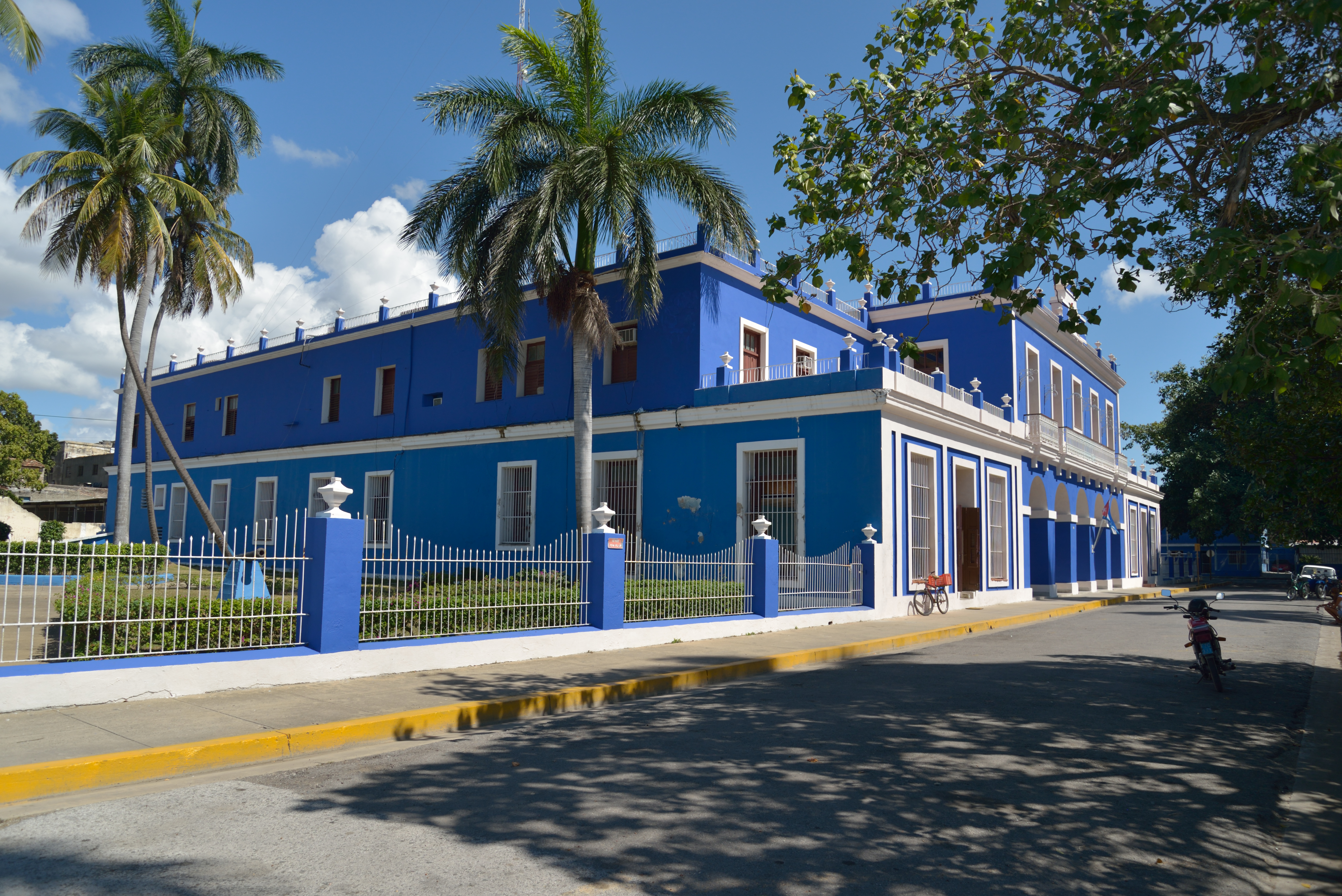
La douane